# Elisa Buccianti
Elisa Buccianti (Grosseto, 26 giugno 1986) è un'ex cestista italiana.
Alta 174 cm, ha giocato come guardia in Serie A1 con Umbertide. Ha giocato inoltre con Livorno e Priolo.

## Carriera

### Club
Tre stagioni in Serie A2 con le Girls Basket servono da preparazione per l'esordio in A1, che avviene nel 2008-09 con la neonata Women Livorno. Nel 2010-11 passa alla Trogylos Priolo.
Nel 2012-13 passa all'Acqua&Sapone Umbertide.

### Nazionale
Scelta come prima riserva a casa durante il raduno della Nazionale sperimentale a fine 2009, la Buccianti è stata convocata in Nazionale da Giampiero Ticchi per l'All-Star Game 2011, in cui ha esordito con la maglia azzurra senza segnare.

## Statistiche

### Presenze e punti nei club
Statistiche aggiornate al 30 giugno 2012
| Stagione        | Squadra           | Competizione | Partite | Partite | Partite | Statistiche tiro | Statistiche tiro | Statistiche tiro | Altre statistiche | Altre statistiche | Altre statistiche | Altre statistiche | Altre statistiche |
| Stagione        | Squadra           | Competizione | Pres.   | Titol.  | Minuti  | Tiri da 2        | Tiri da 3        | Liberi           | Rimb.             | Assist            | Rubate            | Stopp.            | Punti             |
| --------------- | ----------------- | ------------ | ------- | ------- | ------- | ---------------- | ---------------- | ---------------- | ----------------- | ----------------- | ----------------- | ----------------- | ----------------- |
| 2005-2006       | Solidago Livorno  | Serie A2     | 30      | 24      | 972     | 47/156           | 15/71            | 41/64            | 76                | 27                | 66                | 4                 | 181               |
| 2006-2007       | Solidago Livorno  | Serie A2     | 32      | 24      | 945     | 59/133           | 18/69            | 58/80            | 83                | 32                | 58                | 2                 | 230               |
| 2007-2008       | Solidago Livorno  | Serie A2     | 30      | 29      | 1009    | 55/132           | 36/93            | 32/50            | 72                | 31                | 53                | 3                 | 250               |
| 2008-2009       | ACP Livorno       | Serie A1     | 30      | 1       | 342     | 20/43            | 4/24             | 17/27            | 24                | 11                | 26                | 0                 | 69                |
| 2009-2010       | Seralwall Livorno | Serie A1     | 29      | 18      | 688     | 41/103           | 14/46            | 40/55            | 58                | 23                | 47                | 0                 | 164               |
| 2010-2011       | Erg Priolo        | Serie A1     | 24      | 21      | 530     | 36/69            | 8/26             | 26/39            | 29                | 34                | 18                | 0                 | 122               |
| 2011-2012       | Erg Priolo        | Serie A1     | 28      | 27      | 810     | 44/104           | 9/36             | 59/73            | 56                | 38                | 48                | 0                 | 174               |
| Totale carriera |                   |              |         |         |         |                  |                  |                  |                   |                   |                   |                   |                   |

### Cronologia presenze e punti in Nazionale
| Cronologia completa delle presenze e dei punti in Nazionale - Italia | Cronologia completa delle presenze e dei punti in Nazionale - Italia | Cronologia completa delle presenze e dei punti in Nazionale - Italia | Cronologia completa delle presenze e dei punti in Nazionale - Italia | Cronologia completa delle presenze e dei punti in Nazionale - Italia | Cronologia completa delle presenze e dei punti in Nazionale - Italia | Cronologia completa delle presenze e dei punti in Nazionale - Italia | Cronologia completa delle presenze e dei punti in Nazionale - Italia |
| Data                                                                 | Città                                                                | In casa                                                              | Risultato                                                            | Ospiti                                                               | Competizione                                                         | Punti                                                                | Note                                                                 |
| -------------------------------------------------------------------- | -------------------------------------------------------------------- | -------------------------------------------------------------------- | -------------------------------------------------------------------- | -------------------------------------------------------------------- | -------------------------------------------------------------------- | -------------------------------------------------------------------- | -------------------------------------------------------------------- |
| 16/02/2011                                                           | Parma                                                                | Italia                                                               | 66 - 73                                                              | World Stars                                                          | Amichevole                                                           | 0                                                                    | [ 5 ]                                                                |
| Totale                                                               |                                                                      | Presenze                                                             | 1                                                                    |                                                                      | Punti                                                                | 0                                                                    |                                                                      |